# Catacomba di Santa Tecla
La catacomba di Santa Tecla è una catacomba di Roma, vicina alla via Ostiense e non lontana dalla Basilica di San Paolo fuori le mura, lungo l'odierna via Silvio d'Amico che ricalca in parte la preesistente via delle Statue, che prese questo nome dalla presenza di molti marmi antichi nei pressi dell'area nel quartiere Ostiense.

## Toponimo
Le fonti antiche parlano di un cimitero posto nei pressi della basilica di San Paolo fuori le mura. In particolare la Notitia ecclesiarum urbis Romae (itinerario per pellegrini del VII secolo, chiamato anche "itinerario di Salisburgo" perché scoperto in un codice di Salisburgo, oggi conservato alla biblioteca nazionale di Vienna) ci informa che esso si trova in australi parte (cioè a sud della basilica), supra montem positam, e che il corpo della martire Tecla quiescit in spelunca; inoltre la Notitia parla di una basilica nel sopraterra, che non è mai stata ritrovata.
Su chi sia effettivamente questa Tecla, completamente sconosciuta ai documenti liturgici, gli studiosi ancora oggi non hanno raggiunto una certezza assoluta. Secondo alcuni studiosi, tra cui Paul Styger, potrebbe trattarsi di santa Tecla di Iconio, discepola dell'apostolo Paolo, martirizzata a Seleucia in Asia minore; ma è poi difficile spiegare come il suo corpo sia finito sulla via Ostiense a Roma. Umberto Maria Fasola ed altri invece affermano che si tratta di una donna romana, martirizzata durante la persecuzione dell'imperatore Diocleziano agli inizi del IV secolo; ma di lei non si conosce nient'altro. Infatti vi è un solo indizio monumentale che ci parla di questa martire, per di più scoperto non nella nostra catacomba, ma nel vicino cimitero di Commodilla: è un'iscrizione in cui si afferma che una fedele cristiana morì nel dies natalis di Tecla, ossia lo stesso giorno di Tecla; ma non è riportata la data del decesso.

## Topografia
Dal punto di vista topografico, la catacomba di Santa Tecla ha uno sviluppo molto limitato e semplice. Essa si compone di una piccola basilica ipogea, realizzata nel IV secolo, dopo la deposizione della martire, attraverso lavori di ampliamento e monumentalizzazione di un piccolo cimitero ipogeo preesistente e risalente al III secolo; e di tre ampi ambulacri, disposti a triangolo isoscele, anch'essi risalenti al IV secolo e posteriori alla basilica, su cui si aprono 22 camere sepolcrali. Essa disponeva anche di alcuni lucernari, di cui ne è rimasto solo uno, ricavati da antichi mausolei pagani del sopraterra.
Infatti, gli studi condotti dal sacerdote archeologo Fasola nella seconda metà del XX secolo hanno messo in luce l'esistenza di una vasta aerea cimiteriale subdiale, di cui oggi restano tracce nelle fondamenta dei palazzi costruiti sopra il cimitero. Lo stesso archeologo è giunto alla conclusione che nel III secolo, dopo che era stata abbandonata una precedente area industriale (sono state scoperte una cava di pozzolana e resti di una tintoria), l'area fu trasformata per usi funerari sia pagani (nel sopraterra) che cristiani (nel sottoterra). Nel IV secolo, quando l'area pagana fu abbandonata, alcuni mausolei furono utilizzati dai cristiani per dare luce alle gallerie ipogee.

## Storia
L'area cimiteriale, sopra e sotto terra, nasce dunque nel III secolo e si sviluppa, per quanto riguarda la parte ipogea cristiana, fino alla fine del IV secolo. La catacomba di Santa Tecla appare negli itinerari per pellegrini dell'Alto medioevo. Poi sprofonda nell'oblio come la maggior parte delle altre catacombe romane.
Probabilmente individuata già da Antonio Bosio, la riscoperta del cimitero è piuttosto tardiva. Fu Giovanni Marangoni il primo ad entrarvi nel 1703, e successivamente Marcantonio Boldetti nel 1720 ne pubblicò la pianta: entrambi questi “scopritori” la chiamarono cimitero al ponticello di san Paolo, in riferimento ad un vicino ponte che attraversava la marana di Grotta Perfetta. Nel XIX secolo Mariano Armellini la studiò da vicino e fu il primo ad identificarla come la catacomba della martire Tecla, di cui parlavano le fonti antiche. Un nuovo impulso allo studio del nostro cimitero venne nel 1961 quando, durante i lavori di costruzione del moderno edificio nel sopratterra, grazie alla sensibilità dell'ingegnere Pietro Monaco, fu segnalata la presenza di importanti manufatti antichi: questa fu l'occasione per riportare alla luce l'intero complesso cimiteriale compresa l'area subdiale pagana.

## Descrizione

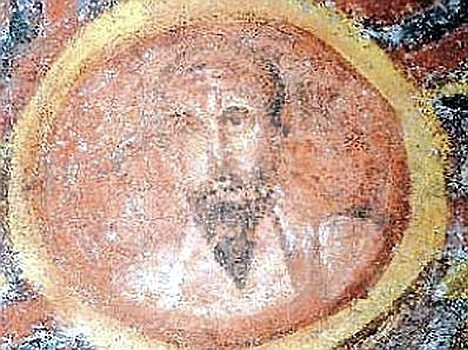
Immagine di San Paolo

Gli affreschi della catacomba di santa Tecla si trovano in pessimo stato di conservazione, a tal punto che l'Armellini nell'Ottocento li aveva definiti "le pitture più brutte della Roma sotterranea". Malgrado questo, il 19 giugno 2009 è stata fatta una scoperta eccezionale: ossia quella che si ritiene possa essere la più antica immagine di san Paolo. L'annuncio della scoperta è stato dato dall'Osservatore Romano, nella sua edizione del 28 giugno, in questi termini:
(Osservatore Romano, 28 giugno 2009)
Il 23 giugno 2010 è stato dato l'annuncio che, oltre all'immagine di san Paolo, nello stesso cubicolo sono state riportate alla luce le raffigurazioni di altri tre apostoli: Pietro, Andrea e Giovanni. Anche queste sono ritenute le immagini più antiche raffiguranti gli apostoli (fine IV secolo).
La catacomba di santa Tecla si caratterizza poi per una tipologia di inumazione inusuale nelle altre catacombe romane, anche se non completamente sconosciuta. Infatti 12 delle 22 camere sepolcrali hanno una sepoltura intensiva, che riempie nella sua totalità l'ambiente funerario. Una volta realizzati i loculi in tutte le pareti della camera (alta di solito 2 metri), i fossori, ossia gli scavatori di catacombe, hanno abbassato il livello del pavimento fino a raggiungere una profondità di tre metri rispetto al piano di calpestio della galleria, avendo in questo modo a disposizione maggior spazio per lo scavo di altri loculi nelle pareti laterali. Occupate tutte le pareti con i nuovi loculi, i fossori hanno cominciato a riempire la camera con sepolture dette a cappuccina, ossia ricoprendo le tombe con mattoni messi a triangolo, come il tetto di una casa: partendo dal pavimento della camera, per strati sovrapposti l'uno all'altro, queste sepolture raggiungono il soffitto della stessa (per un'altezza complessiva di circa 5 metri). Infine, quando la camera era interamente occupata dai cadaveri, veniva murata. È ancora irrisolta tra gli studiosi la questione del perché a Santa Tecla si sia sviluppata, in modo così intensivo, questo tipo di sepoltura.
La basilica di Santa Tecla, costruita, come detto, agli inizi del IV secolo, si impiantò su una piccola galleria cimiteriale preesistente, opportunamente allargata e monumentalizzata. La scala di accesso alla catacomba porta direttamente a questo ambiente, che è dunque il primo che si incontra visitando il cimitero. Nei secoli passati fu utilizzato come cantina per le botti di vino e di olio: questo uso ne ha deteriorato l'aspetto e la topografia originaria.
Il cimitero pagano del sopraterra, messo in luce e studiato nella seconda metà del XX secolo, ci ha restituito una serie di mausolei del III secolo, importanti iscrizioni musive e su lastra marmorea, oltre a una ricca serie di motivi decorativi di tipo vegetale e geometrico.